# Vereniging tot Bevordering der Bijenteelt in Nederland

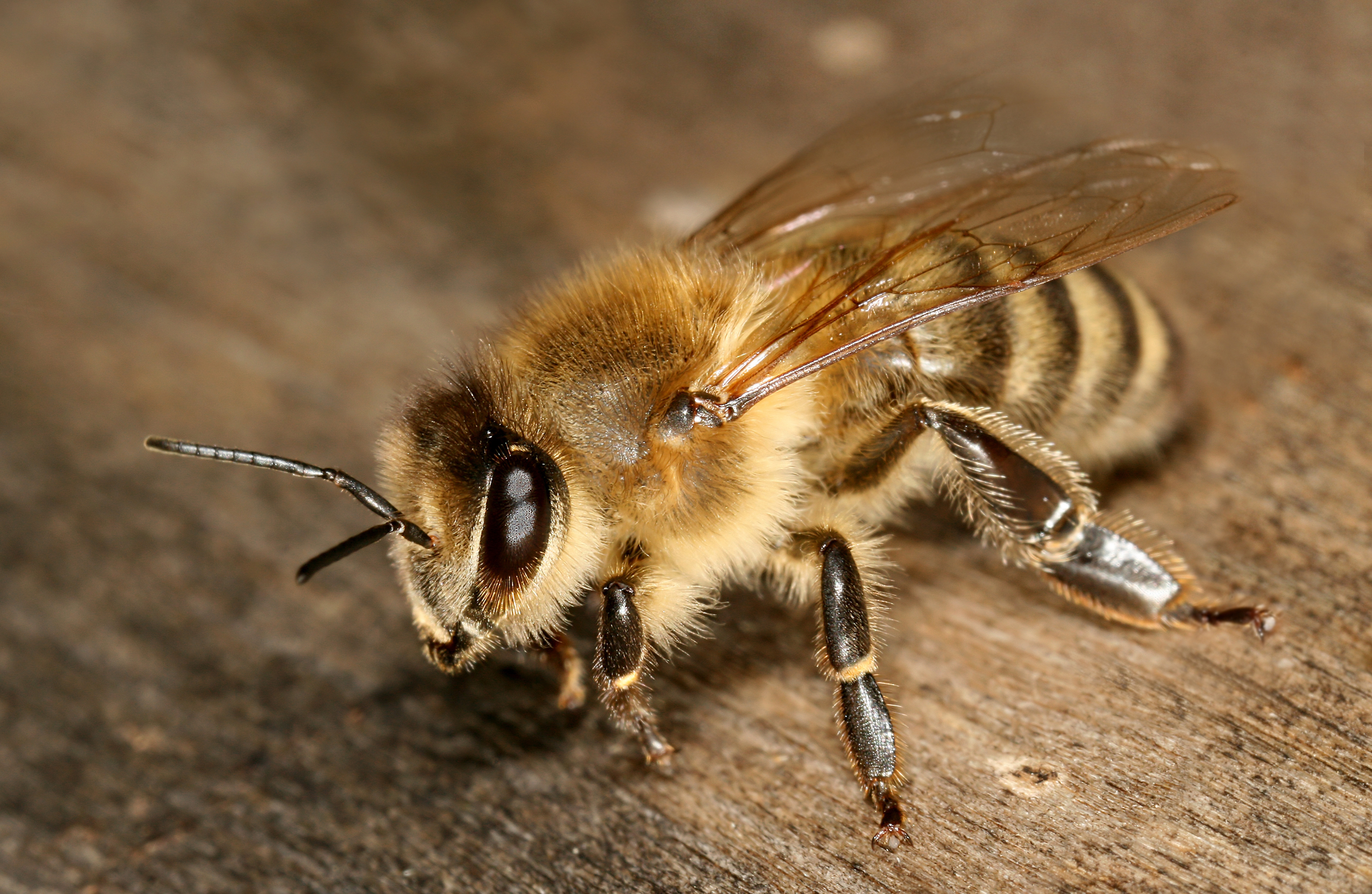
Honingbij

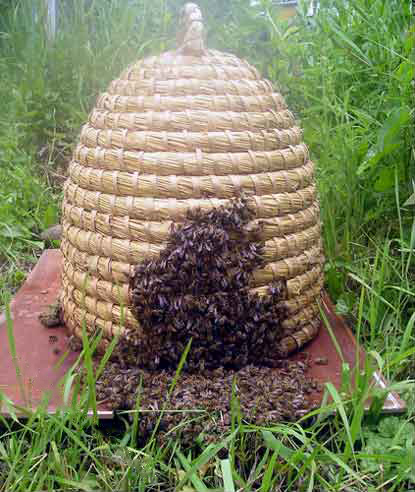
Een bijenkorf

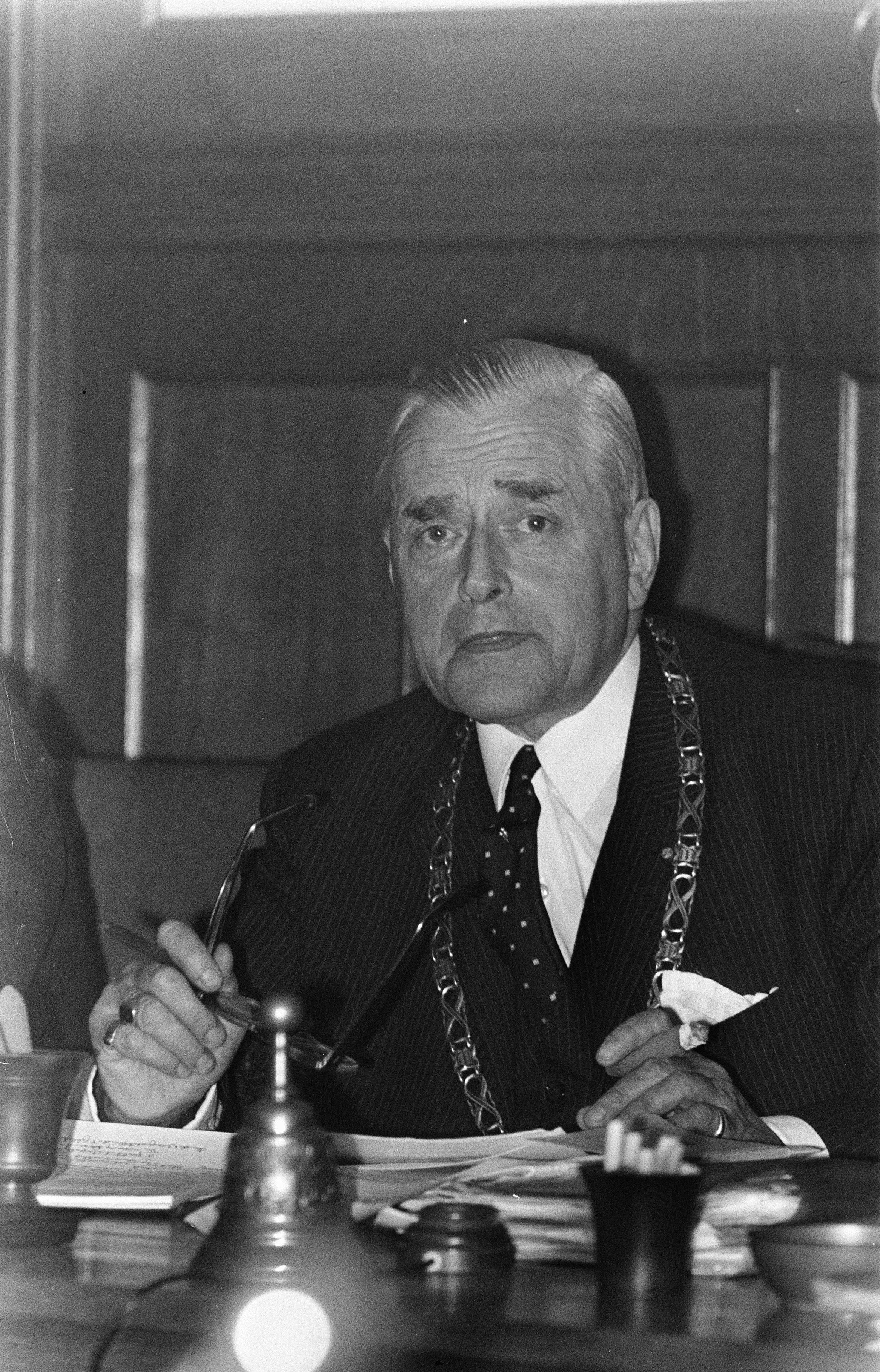
L.R.J. Ridder van Rappard

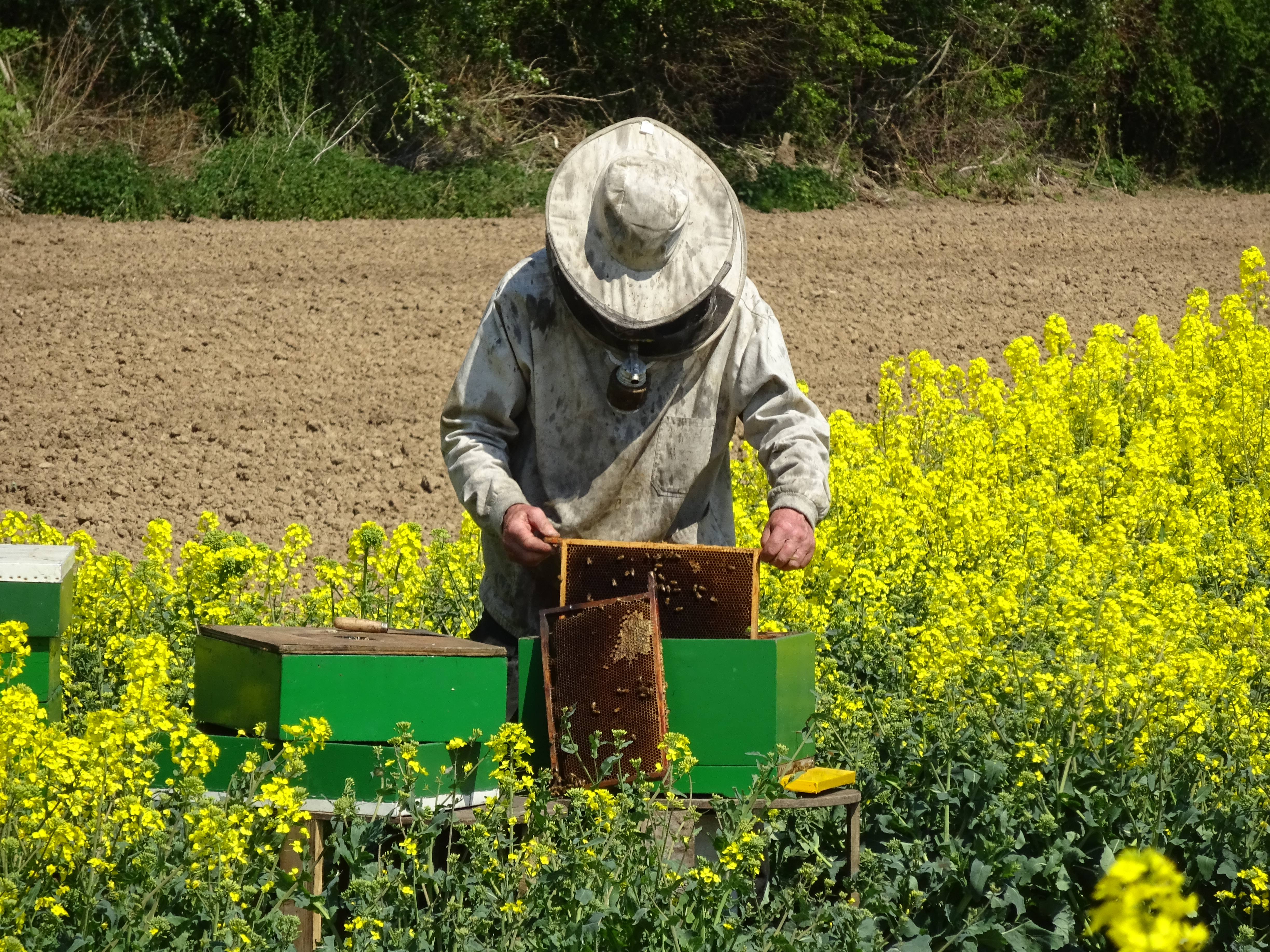
Imker controleert bijenkasten aan koolzaadveld

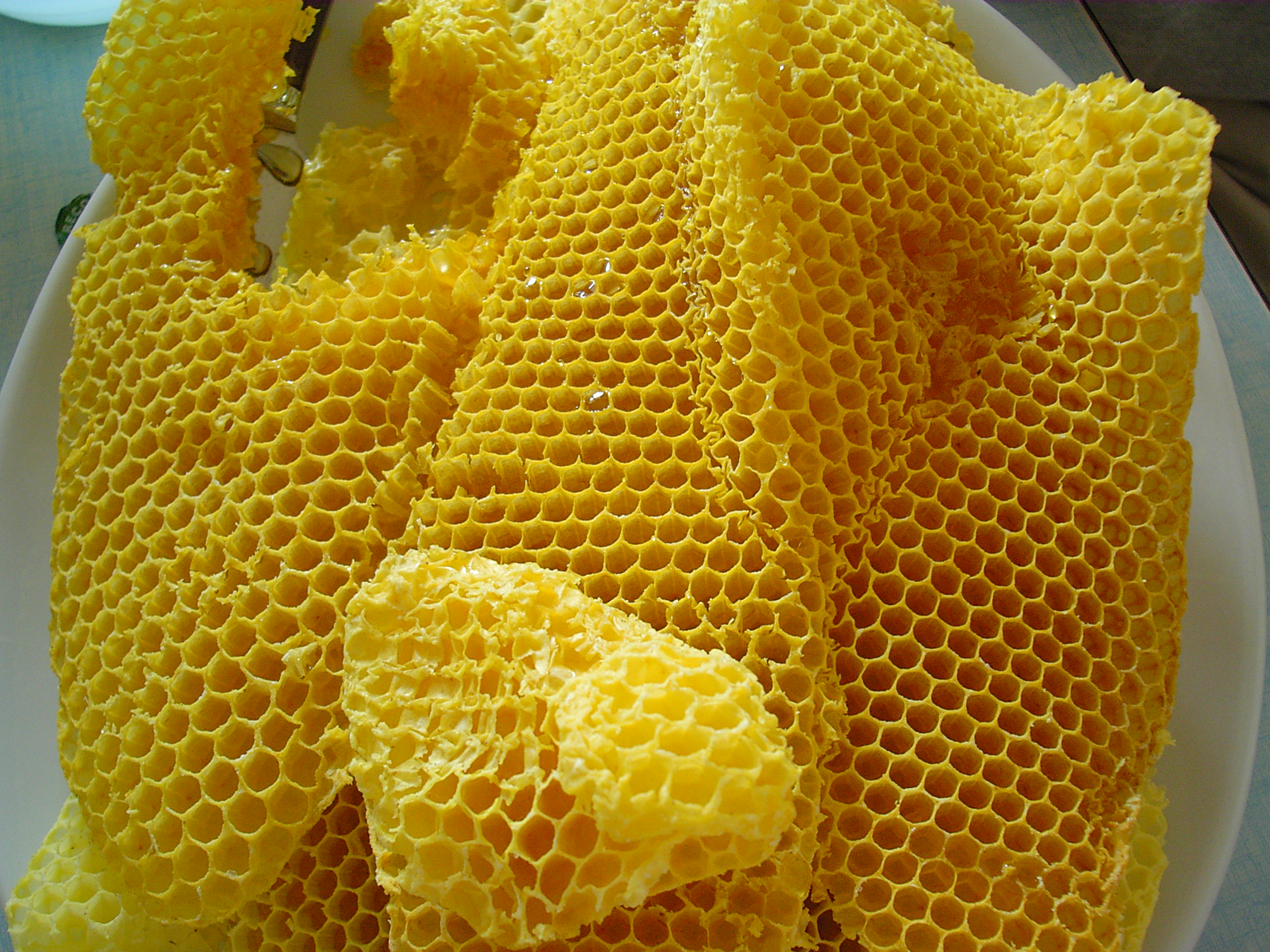
Honingraten

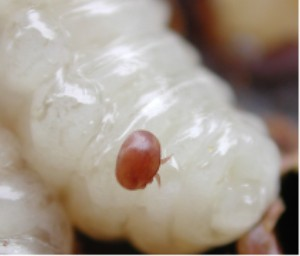
Varroamijt op bijenlarve

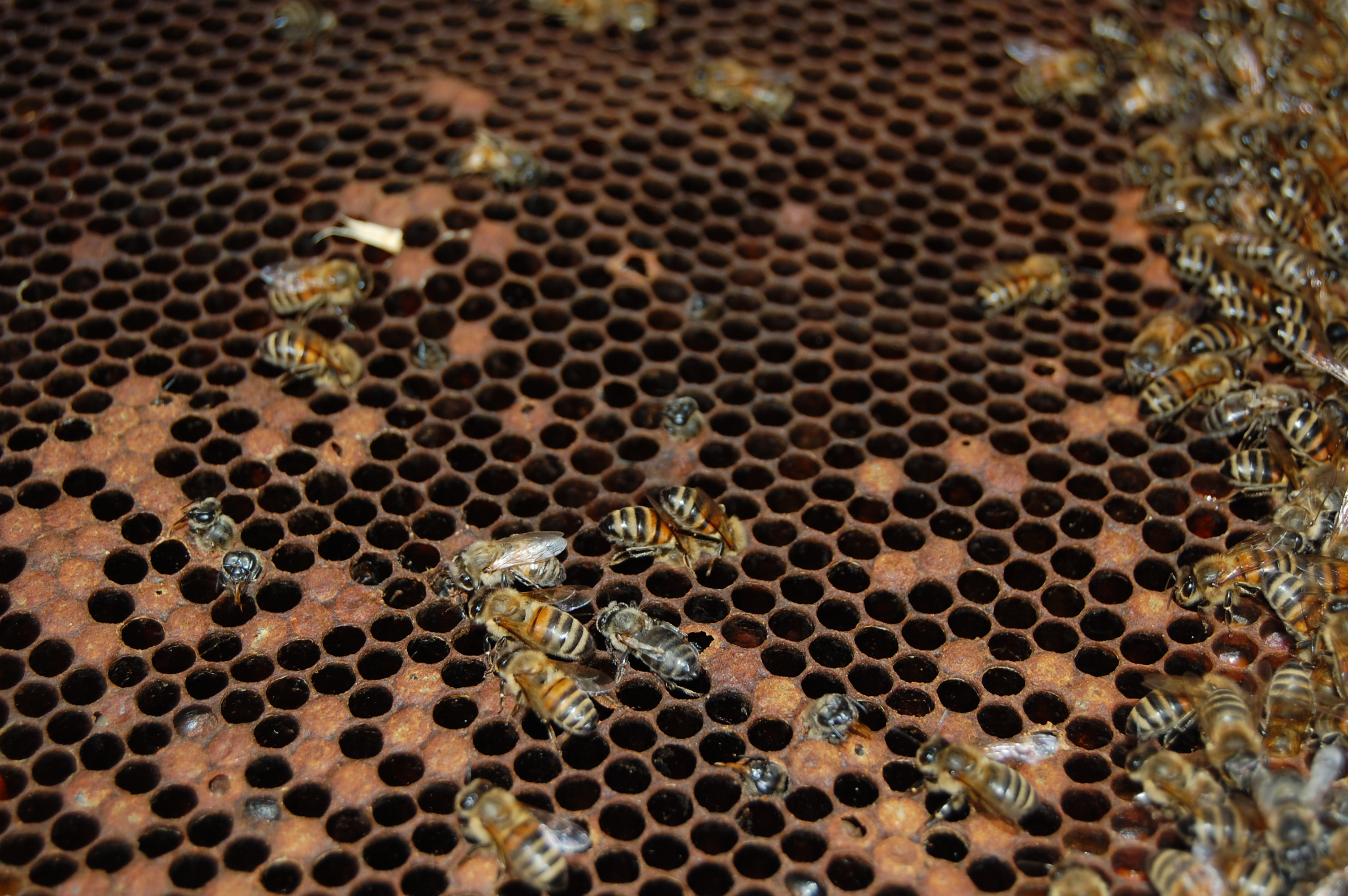
Infectie met Amerikaans vuilbroed

De Vereniging tot Bevordering der Bijenteelt in Nederland (VBBN) was een vereniging van imkers, opgericht in 1897. De vereniging  bracht de Nederlandse imkers aan het eind van de negentiende eeuw samen. Ondanks de lange traditie van bijenteelt in Nederland was deze niet (meer) goed georganiseerd. Als grootste imkervereniging gaf ze nadien op allerlei manieren vorm en ondersteuning aan de imkerij, zoals de onderlinge communicatie van de imkers, nieuwe praktijken, handel, onderzoek, voorlichting en training. De vereniging begeleidde de overgang naar de bijenkasten als standaard en besteedde veel aandacht aan beruchte bijenziekten zoals de infectie met de Varroamijt. Het ledenaantal groeide tot 24000 in 1946 en nam daarna af tot ongeveer 6500.
Mede om die reden ging de vereniging in 2006 met andere imkerverenigingen op in de Nederlandse Bijenhoudersvereniging. Fusiepartners waren de Bond van Bijenhouders van de NCB (opgericht in 1921) en de Bond van Imkers van de Limburgse Land- en Tuinbouwbond (LLTB) (opgericht in 1927).

## Vroege bijenteelt buiten Nederland
Er zijn aanwijzingen dat bijenteelt al voor de Christelijke jaartelling in Afrika en Azië beoefend werd. Ook in Europa  werden bijen al in de prehistorische tijd benut voor hun honing. Aristoteles schreef reeds over de organisatie van de honingbij. Omstreeks 500 was bijenteelt in Europa gangbaar geworden. Kerken en kloosters werden steeds vaker aangemoedigd bijen te houden omdat honing een belangrijk zoetmiddel en bijenwas een belangrijke brandstof voor verlichting was geworden. Karel de Grote speelde een belangrijke rol bij deze ontwikkeling: hij voerde verordeningen in ter bescherming der bijen en richtte op zijn landgoederen modelbijenstanden op. De bijenteelt bereikte mede door zijn toedoen in de middeleeuwen de grootste bloei. In deze periode organiserden imkers zich in gildes, de ‘Zeidlergilden’, die de regels omtrent de bijenteelt bewaakten en in hoog aanzien stonden. In het Rijkswoud bij Neurenberg kwam in deze periode een rijksbijentuin. Behalve bij deze stad kwamen er bijenmarkten in bijvoorbeeld Frankfurt en Augsburg.
Verschillende factoren droegen er toe bij dat omstreeks 1600 het steeds minder goed ging met de bijencultuur. Zo waren er verschillende oorlogen, zoals de dertigjarige oorlog die de teelt bemoeilijkten. Bovendien werd een belangrijk afzetgebied van bijenwas stilgelegd omdat de protestantse kerken minder behoefte hadden aan waskaarsen dan de Rooms-Katholieke kerk. Daarnaast kwamen er alternatieve brandstoffen. Verder nam de vraag naar honing af door de opkomst van suikerriet en suikerbieten. Ten slotte werden op steeds meer gronden gewassen als aardappelen en rogge verbouwd die voor bijen niet interessant zijn, terwijl veel voor bijen belangrijke gronden verdwenen. Het bijenteeltbedrijf werd steeds meer een nevenbedrijf en veel kennis ging verloren.
Pas in de negentiende eeuw nam de belangstelling weer toe. In deze eeuw was er steeds meer kennis beschikbaar gekomen over de voortplanting, ziekten en organisatie van bijen. Tevens werden er enkele technische uitvindingen gedaan, zoals de kunstraat en het slingeren van honing met een centrifuge.

## Vroege bijenteelt in Nederland
Karel de Grote stimuleerde ook in Nederland, dat deels onder zijn bewind viel, de bijenteelt. In de eeuwen die volgden, vormden in Nederland bijen steeds meer een normaal onderdeel van de veestapel. Er kwamen in de loop der tijd regels voor eigendom, transport en het aantal bijenvolken dat een imker mocht bezitten. Net als in andere Europese landen hebben in Nederland ontginningen en de toegenomen beschikbaarheid van alternatieve zoetmiddelen en brandstoffen tot verval van de sector geleid. 
De Hollandse Maatschappij van Landbouw besloot echter in 1802 dat de bijenteelt gestimuleerd moest worden. Men besefte steeds meer dat bijen ook indirect van waarde waren, vooral met het oog op de bestuiving van fruitgewassen en koolzaad. Het kon niet voorkomen dat het aantal bijenmarkten afnam evenals het aantal bijenvolken dat daar aangevoerd werd. 
In 1850 werden nog ongeveer 10000 bijenvolken aangevoerd, in 1925 was dit aantal gedaald tot 2100.

## Oprichting VBBN
Het Nederlands Landbouw-Comité nam het initiatief tot organisatie van de imkers. In 1897 riep dit comité verschillende bijenhouders bijeen met het doel de bijenteelt weer nieuw leven in te blazen en tot een nieuwe vereniging te komen. Deze vereniging kwam in 1898 tot stand en kreeg de naam Vereniging tot Bevordering der Bijenteelt in Nederland. Dat jaar sloten 871 leden zich hierbij aan en dit aantal was in 1920 gegroeid tot ruim 10000 en in 1946, toen de vereniging wat ledenaantal betreft op zijn hoogtepunt was, tot 24.000.
Er ontstonden naast de VBBN  diverse andere organisaties van imkers. in 1940 kende Nederland verschillende van dit soort verenigingen met in totaal ongeveer 25000 leden.

## Ontwikkeling
Om vorm te geven aan de vereniging werden verschillende initiatieven genomen. Zo kwam er een eigen blad,  het Maandschrift voor Bijenteelt en een aparte afdeling die zich inzette om de handel in honing en voor de honingteelt benodigde  producten voor de leden aantrekkelijk te maken. Later werd er voorlichting gegeven, organiseerde men cursussen en  probeerde men het wetenschappelijk onderzoek te stimuleren.
Ondanks de behoefte aan samenwerking waren er geregeld afsplitsingen. Zo scheidden de zuidelijke imkers zich af waarna twee levensbeschouwelijke imkerorganisaties ontstonden in de zuidelijke provincies. Daarnaast splitste een deel van de leden zich af vanwege een conflict over de hoogte van de suikerprijs die de VBBN rekende. Toch was er ook voortdurend samenwerking. Zo werden sinds  1948 via de zogenaamde Bedrijfsraad activiteiten van vier van de vijf organisaties gecoördineerd en was er goed overleg  via het Instituut voor Buijenteelonderzoek en de proefboerderij  Ambrosiushoeve. Wat de reden was van de geregelde afsplitsingen is niet altijd duidelijk. Soms ging het om  financiële kwesties, zoals de suikerprijs, soms over levensbeschouwing, maar soms ook over onvrede over de bestuursstijl of het financieel beheer of de te nauwe samenwerking van de VBBN met de Duitse bezetter
In de loop van de geschiedenis van de vereniging tijd hebben bepaalde bestuursleden steeds lange tijd hun stempel op de vereniging gezet, zoals B. Wigman die tussen 1898 en 1913 ofwel secretaris of voorzitter was, Joh.A. Joustra, die van 1924 tot en met 1948 onder meer secretaris was, en L.R.J. Ridder van Rappard, die van 1937 tot en met 1977 voorzitter was.

### Kasten of Korven?
In de begintijd van de vereniging was er veel, soms felle, discussie over de vraag of men moest vasthouden aan bijenkorven of dat men moet overgaan naar bijenkasten. Sommige imkers achtten de korf superieur. De kasten waren bovendien duur. Kasten waren echter mobieler. Als reactie op dit dilemma werd een mobiele korf ontwikkeld, de 'boogkorf', en kwamen er goedkopere kasten. Uiteindelijk, rond 1930, wonnen de kasten en veranderde de bijenteelt daarmee grondig. De korf is echter nooit helemaal verdwenen.

### Varroa en Vuilbroed
Binnen de vereniging was er veel aandacht voor bijenziekten. Eind 1977 werd duidelijk dat de imkerij bedreigd werd door een mijtziekte. Een mijt, de door de Nederlander A.C. Oudemans beschreven Varroamijt, Varroa Jacobsoni,  rukte op naar Nederland. In 1983 had de mijt Nederland bereikt. Op allerlei manieren werd geprobeerd deze mijt te bestrijden. Ook chemische bestrijdingsmiddelen werden ingezet, al was daartegen onder imkers veel verzet vanwege de kans op residuen in de honing en vanwege de kans op resistentie van de mijt. Later werd uit onderzoek duidelijk dat Varroa Jacobsoni twee soorten omvatte, waarvan de ene soort, afkomstig uit de Maleisische archipel, niet schadelijk was voor bijen, maar de nadere soort, uit het vaste land van Azië afkomstig, wel. De schadelijke soort is Varroa destructor en deze wordt na het onderzoek als de Varroamijt beschouwd. 
In de jaren 1990 diende Amerikaans vuilbroed zich aan, een door bacteriën veroorzaakte broedziekte die rampzalige gevolgen kan hebben voor de bijenteelt. Ook deze ziekte vroeg de aandacht van de vereniging. Door de invoering van een registratiesysteem kon men echter de mogelijke uitbraken traceren en tegengaan.

## Einde
In het begin van de 21e eeuw begonnen de imkerorganisaties serieuze gesprekken over een fusie. Na enkele jaren van discussie besloten de Vereniging tot Bevordering der Bijenteelt in Nederland, de Bond van Bijenhouders van de NCB en de Bond van Imkers van de Limburgse Land- en Tuinbouwbond zich samen te voegen en daaruit in 2006 de Nederlandse Bijenhoudersvereniging te vormen.